# 安島瑶山
安島 瑶山（あじま ようざん）は日本の音楽家。尺八演奏家。学歴は東京藝術大学大学院音楽研究科修士課程修了。学位は修士（音楽）東京藝術大学。

## 経歴
埼玉県立伊奈学園総合高等学校、東京藝術大学音楽学部邦楽科を経て、2000年、東京藝術大学大学院音楽研究科修士課程修了。重要無形文化財保持者（人間国宝）の山本邦山に師事。2002年、東京藝術大学非常勤助手に就任した他、 公賓の来日に際して赤坂・迎賓館に於いて催された歓迎式典にて演奏を行う。 
財団法人都山流尺八楽会大師範・関東支部常任幹事、社団法人日本三曲協会会員・学校音楽普及委員、邦山会会員、山本邦山尺八合奏団団員等も兼ねる。2006年、財団法人都山流尺八楽会関東支部常任幹事に就任。